# Криминалистика
Криминалистика (по прагматичкој дефиницији) је она наука која проучава, проналази и усавршава научне и на практичном искуству засноване методе и средства, која су најпогоднија да се открије и разјасни кривично дјело, открије и приведе кривичној санкцији учинилац, обезбиједе и фиксирају сви докази ради утврђивања (објективне) истине, као и да се спријечи извршење будућих планираних и непланираних кривичних дјела.
Израз тактика долази од грчког taktike techne – „вјештина поступања“.
Ради се о стручном изразу из области ратних вјештина, а значи учење о вођењу чета. Израз криминалистичка тактика први пут употребљава Алберт Вајнгарт у свом дјелу истог назива, 1904. године.

## Подјела
Традиционална подјела је:
- Криминалистичка тактика је емпиријска дисциплина која изучава и усавршава општа криминалистичка правила и радне методе у циљу њихове практичне примјене приликом сузбијања криминалитета, односно, у циљу откривања и расвјетљавања извршених кривичних дјела, као и њиховог спречавања.
- Криминалистичка техника представља посебну област криминалистике која се бави изналажењем, прилагођавањем, усавршавањем и примјеном најпогоднијих метода и средстава из области природних и техничких наука.
- Криминалистичка методика (посебна тактика) има за циљ примјену метода и средстава криминалистичке тактике и криминалистичке технике на одређену врсту кривичних дјела. Према томе, криминалистичка методика изграђује и усавршава сопствене методе и средства која се заснивају на специфичностима конкретних врста кривичних дјела.

Криминалистика се такође може подијелити и на:
- Хеуристичку криминалистику — која приступа кривичном дјелу као реалној појави, дјелатности од почетне сумње о кривичном дјелу коју творе: прикупљања података и њихово испитивање, стварање претпоставки, закључивање, поређење, одбацивање, прихваћање итд. Њена средишња категорија је податак који је у поступовном смислу показатељ. У истраживачкој компоненти означује се и као откривање (спрјечавање) кривичног дјела и починилаца. Сврха је прикупљање сазнања нужних за покретање кривичног поступка.
- Силогистичку криминалистику — за разлику од хеуристичке, приступа кривичном дјелу такође као стварној појави, али уоквиреној у предмету кривичног поступка. Она полази од вјероватности да је одређена особа починила одређено кривично дјело и разматра најсврсисходније начине извођења поступовних радњи, нарочито извођења појединих доказа. Њена средишња категорија је у поступовноме смислу доказ, али уз то она разматра и друга важна питања.

## Златна питања криминалистике
Златна или основна питања криминалистике су она питања на која треба дати тачне одговоре, који се потврђују прикупљеним доказима, чиме се сматра да је одређено кривично дело расветљено и доказано. Ова питања треба да буду присутна током целог кривичног поступка, како у истрази, тако и на главном претресу.
Постоји девет златних питања криминалистике:
- ШТА се десило - (да ли се ради о кривичном делу)
- ГДЕ се десило - (место извршења)
- КАДА се десило - (време извршења)
- КАКО је извршено - (начин извршења)
- ЧИМЕ је извршено - (средство извршења)
- С КИМЕ је извршено - (колико лица је учествовало у извршењу кривичног дела)
- ЗАШТО се десило - (мотив извршења)
- КО је учинилац - (најважније питање)
- НАД КИМ је извршено - (објекат напада, жртва)

Златна питања криминалистике постављају се приликом:
- пријављивања кривичних дела од стране оштећених
- прикупљања потребних обавештења од грађана, очевидаца и других лица
- обављања свакодневних полицијских послова
- вршења увиђаја
- саслушања осумњиченог
- суђења